# Magyar Freeline Csapat
A Magyar Freeline Csapat egy profi demonstrációs sportcsapat, amely a freeline extrém sportot képviseli Magyarországon.

## Általános információk
Szponzorált tagok száma: 5 fő, Alapító és fenntartó: Freeline Skates Hungary Kft., Kiválasztás módszere: verseny, Edzésmunka: heti rendszerességű, Küldetés: sport, népszerűsítés

### Csapattagok
A csapat tagjai hazai versenyeken nyerték el tagságukat, így 2011. őszén tagjai: Dargó Gyula, Fenyvesi András, Gubis Bence, Nagy Bence, Long Tran Thanh

### Edzések
Heti rendszerességgel tartanak edzéseket, vízszintes talajon, lejtőn és félcsőben is. Trükköket külföldi csapatoktól tanulnak de saját megoldásokat is fejlesztenek.